# Papoušek šedý
Papoušek šedý – žako (Psittacus erithacus) je druh papouška z čeledi papouškovitých. Mezi chovateli je velice oblíben pro svoji schopnost napodobovat zvuky a slova. Jeho velikost se pohybuje kolem 30–40 cm. Zbarvení je proměnlivé od světlé až po černošedou. Na ocasních perech je nepřehlédnutelná červená barva.

## Inteligence a napodobovací schopnosti
Přestože objektivní srovnávání inteligence zvířecích druhů je velmi obtížné, papouškovití se považují za jedny z nejinteligentnějších ptáků. Zvlášť žakové jsou známi svými kognitivními schopnostmi, které se u nich patrně vyvinuly v důsledku spolupráce při obstarávání potravy na zemi v domovské střední Africe.
Mnohokrát zveřejněné experimenty Irene Pepperbergové se žaky chovanými v zajetí, mezi něž patřil i Alex, prokázaly, že tito papoušci si dokážou spojovat lidská slova s významy, nebo alespoň do určité míry. Odvážná tvrzení o používání jazyka se také objevila ve spojitosti s jiným žakem, N'kisi, jenž disponuje slovníkem čítajícím přes tisíc slov a hovoří i ve větách. V každém případě není pochyb, že žakové a jiní papoušci (zvláště arové a kakaduové) spolu s krkavcovitými (vrány, havrani a sojky), jsou v porovnání s ostatními ptáky vysoce inteligentní.

## Poddruhy
Papoušek šedý žako se vyskytuje ve dvou poddruzích:
- Žako kongo, Psittacus erithacus erithacus
- Žako liberijský, Psittacus erithacus timneh

Žako kongo je větší pták se světle šedým peřím, tmavočerveným ocasem a černým zobákem. Poddruh žako liberijský je menšího vzrůstu, má tmavší černošedé zabarvení, tmavě kaštanový ocas a světlejší zobák.
Někteří autoři nesprávně rozlišují ještě třetí poddruh, žako šedý ghanský (Psittacus erithacus princeps). Ten připomíná žaka kongo, avšak je tmavší a o něco menší; tento poddruh však dosud nebyl vědecky identifikován. Mezi chovateli se traduje existence ještě čtvrtého poddruhu, žaka šedého kamerunského, jemuž se přezdívá velký stříbrný.
- Žako kongo – hmotnost

Papoušci, kteří byli odchováni v zajetí svými rodiči ve voliérách i mláďata z ručních odchovů dosahují hmotnosti 420–520 gramů. Mláďata mají po nalíhnutí hmotnost 15–16 gramů.
- Žako liberijský – hmotnost

Svým vzrůstem jsou menší než jejich příbuzný poddruh. Papoušci, kteří byli odchováni v zajetí svými rodiči ve voliérách i mláďata z ručních odchovů dosahují hmotnosti 350–400 gramů. Mláďata mají po nalíhnutí hmotnost 12–13 gramů.
Od 4. února 2017 byly oba druhy zařazeny do CITES I a jejich chov podléhá povinné registraci chovaných jedinců.

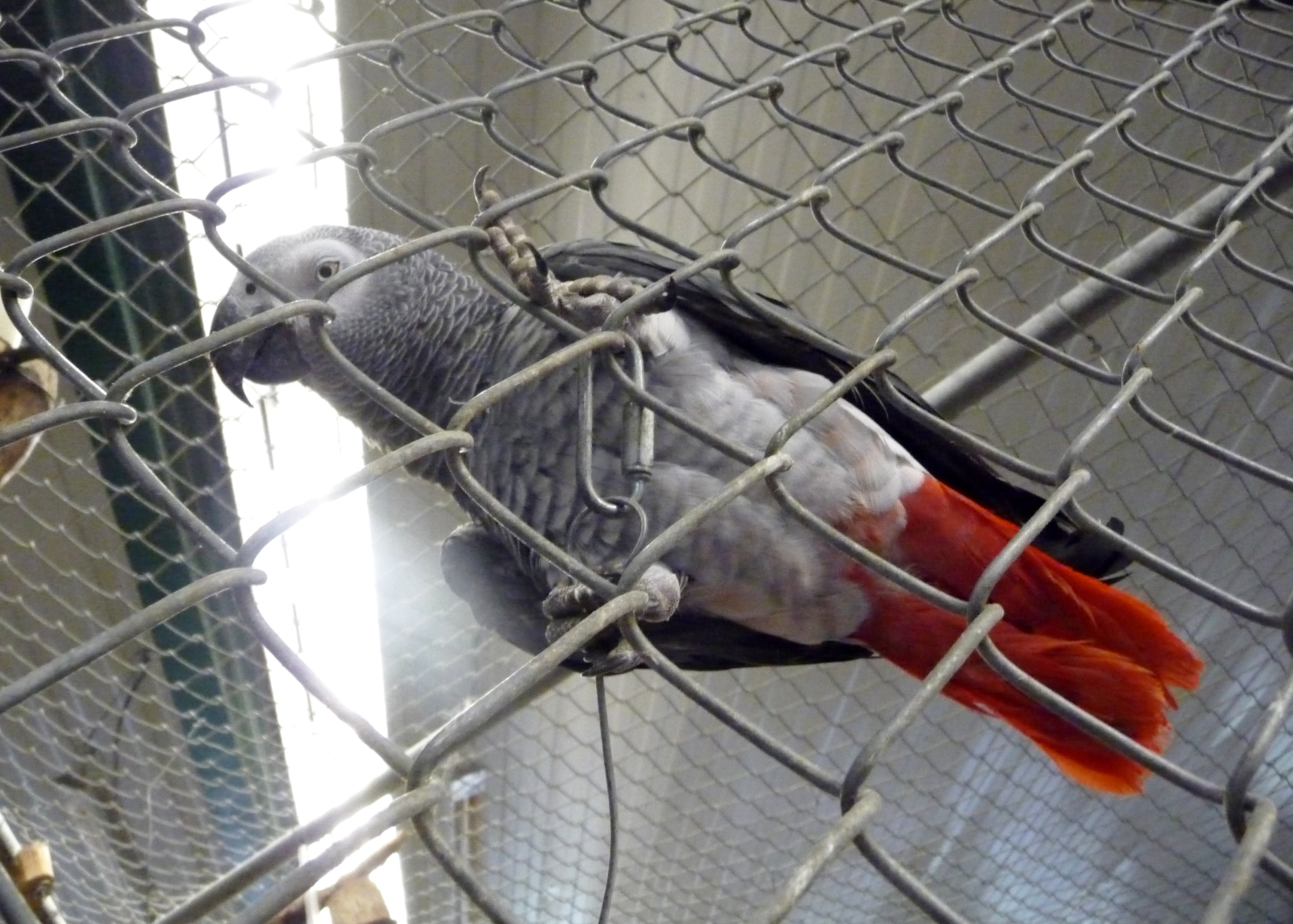
Papoušek šedý ve voliéře

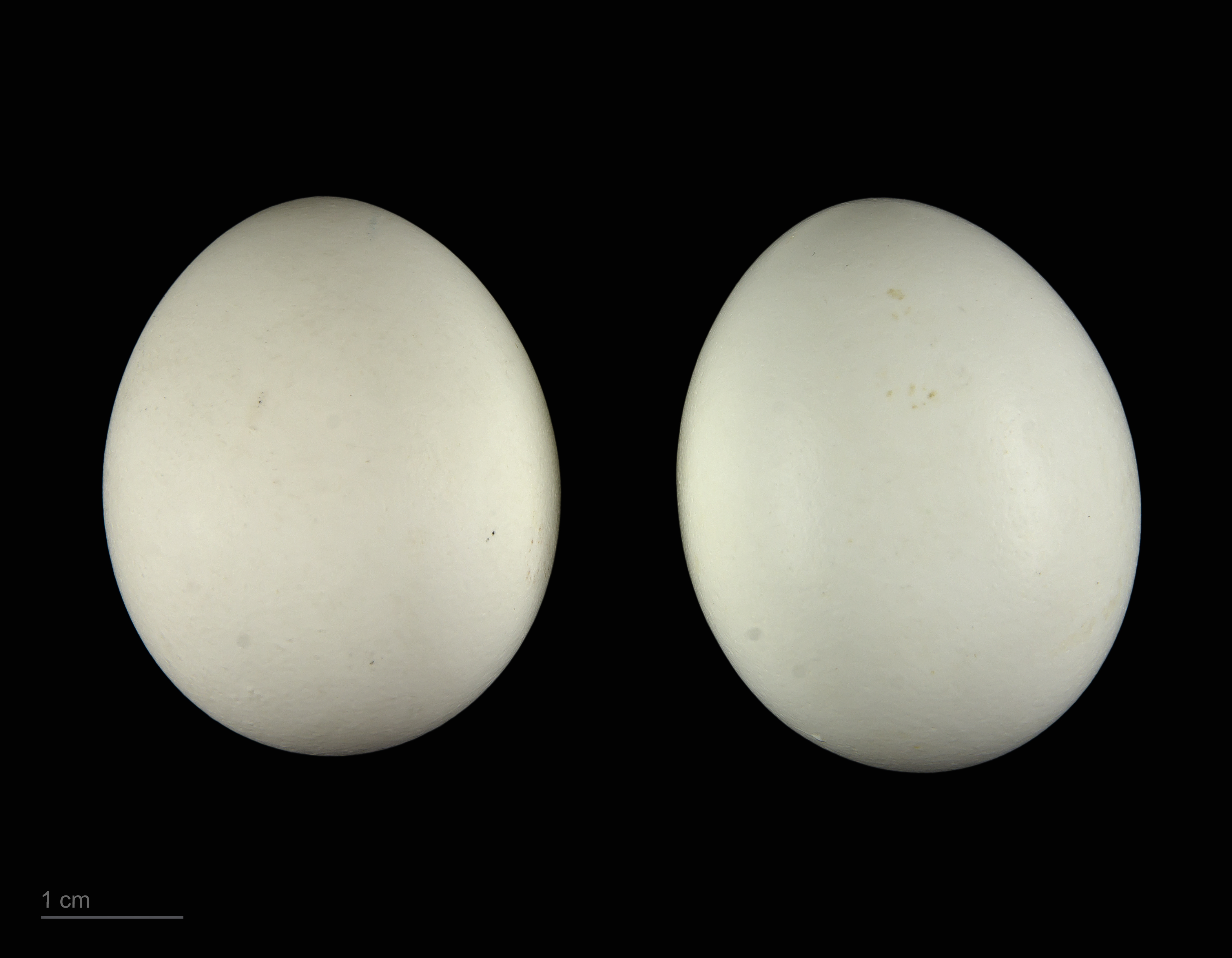
Vajíčka ve sbírkách Muséum de Toulouse

## Žako jako domácí mazlíček
Žako byl jako domácí společník chován již před 4 000 lety. Na některých egyptských hieroglyfech jsou zřetelně zobrazení krotcí papoušci. Také staří Řekové si ochočených papoušků velmi považovali a tento zvyk později přejali zámožní Římané. Ti papoušky drželi v umně zdobených klecích a cenili si jejich schopnosti mluvit. Žaka vlastnil i anglický král Jindřich VIII.
V současné době jsou ručně dokrmení žakové velmi vyhledávaní, neboť jsou to skvělí a přítulní domácí mazlíčci. Jelikož však mají nevyzpytatelnou povahu, nemusejí být vhodní k malým dětem. Žakové disponují velkou silou a svým mohutným zahnutým zobákem a drápy mohou způsobit zranění. Jsou to vysoce inteligentní ptáci, považovaní za nejlepší imitátory ze všech papoušků. Chovatelé často tvrdí, že vlastnit žaka je jako mít „pětileté dítě.“ Naproti tomu žakové odchycení v divočině potřebují čas a trpělivost, aby se adaptovali, a při kontaktu s člověkem vrčí a koušou. Úmluva o mezinárodním obchodu s ohroženými druhy (CITES) prodej odchycených papoušků zakázala.
Stejně jako všichni papoušci i žakové vyžadují od chovatele hodně času a pozornosti. Přes různorodost údajů se většina autorů shoduje, že pro duševní zdraví žaka je nutné, aby trávil tři hodiny denně mimo klec a majitel se mu alespoň 3/4 hodiny intenzívně věnoval. Žakové (zejména poddruhu kongo) jsou známi svou plachostí v přítomnosti cizích lidí. Pokud nejsou v pravidelném kontaktu s různými osobami, mají sklon upnout se na jediného člověka. Ačkoli přátelství s jinými ptáky stejného druhu nebývají obvyklá, žakům prospívá socializace s papoušky jiných druhů.
Díky své inteligenci žako vyžaduje spoustu hraček, aby se nenudil. Tři až pět hraček najednou obvykle stačí; přílišné množství může klec zahltit. Hračky by se často měly přemisťovat a obměňovat, aby se papoušek zabavil. Pro žaka trávícího většinu dne v kleci je vhodná klec o délce 1m a šířce 60 cm. Výška není tolik důležitá, vyjma případů klecí s hracím stojanem v horní části. Pokud je taková klec vyšší než majitel, papoušek se může projevovat teritoriálně. Žako trávící většinu času na ptačím stromě a používající klec pouze k přespávání potřebuje klec pouze tak velkou, aby v ní mohl pohodlně roztáhnout křídla a nedotýkal se hlavou stropu a ocasem dna. Rozteč mříží by měla být asi 1,8–2,5 cm, síla minimalně 2mm. Krotký žako by měl být držen v bezpečném prostředí a umístěn v rušné části domu, například obývacím pokoji, kde se může zaměstnávat pozorováním dění v rodině.
Žakové mívají speciální nároky na výživu a měli by být krmeni potravou bohatou na vápník a vitamín A, např. listovou zeleninou, brokolicí, mandlemi nebo trochou sýra. Obvykle se jim též podává pečlivě odměřené množství doplňků obsahujících vápník a vitamíny. Přemíra těchto látek ve stravě však může vést ke zdravotním obtížím. Žakům by se mělo přistřihávat jen několik málo per z letek, protože jsou to těžcí ptáci. Přílišné zastřihnutí může způsobit, že pták spadne na zem a poraní se. Mladí ptáci s příliš zastřiženými letkami již nikdy nemusí znovuzískat plnou koordinaci a obratnost v letu.
Informace o průměrném a maximálním věku divokých papoušků šedých nejsou známy. V zajetí se maximální věk pohybuje do 60 let. Za extrémní případ je považován věk 73 let.